# George Montague Harper
Pour les articles homonymes, voir George Harper (homonymie), Montague et Harper.
George Montague Harper, né le 11 janvier 1865 à Batheaston - décédé le 15 décembre 1922 à Sherborne, est un officier général britannique.
Général durant la Première Guerre mondiale, il commande la 51e Highland Division pendant la bataille de la Somme, la bataille d'Arras et la bataille de Cambrai. De mars 1918 jusqu'à la fin de la guerre, il est à la tête du IVe Corps de la IIIe Armée.